# Presentat-arm! (film)
Presentat-arm! è un film muto italiano del 1915 diretto da Gian Orlando Vassallo.